# Єгорівка (Зміївський район)
Єгорівка — колишнє село в Зміївському районі Харківської області України.

## Історія
В результаті будівництва Зміївської ТЕС село було перенесено, а територія самого села затоплена за потреби розширення озера Лиман. Місце, куди перенесли село стало називатись Новою Єгорівкою. До 50-х років мала офіційно назву Ново-Гєоргієвський, хоча в народі використовували назву Єгорівка. Наразі воно є частиною села Лиман.

## Географічне положення
Село знаходилося на півдні від смт Слобожанського, на березі озера Лиман.